# Орфей, Лиана
Лиана Орфей (род. 6 июня 1937) — итальянская актриса и артистка цирка. Снялась в 37 фильмах в период между 1959 и 1971 годами.
Родилась в Сан-Джованни-ин-Персичето, Болонья. Будучи дочерью и племянницей знаменитых цирковых артистов, с детства Орфей участвовала в жизни цирка как клоунесса, наездница и даже укротительница диких животных. Её карьера в кино началась в конце 1950-х годов, когда она сыграла несколько второстепенных ролей в ряде приключенческих фильмов, лентах жанра пеплум и в нескольких комедиях. В скором времени она успешно справилась с более серьёзными задачами, работая с такими маститыми режиссёрами, как Этторе Скола, Марио Моничелли, Антонио Пьетранджели, Дино Ризи. Оставила кинематограф после того как сыграла фактически саму себя в картине Федерико Феллини Клоуны (1970). Лиана Орфей также активно работала на сцене и телевидении.
Приходится двоюродной сестрой актрисе Мойре Орфей.

## Избранная фильмография
- 1959 - Tipi da spiaggia  — Магали
- 1959 - Guardatele ma non toccatele — Алисон
- 1960 - Сладкая жизнь
- 1960 - Мельница каменных женщин — Аннелора
- 1960 - Signori si nasce  — Тити
- 1960 - Les Рirates de la Сote — Ана дель Перу
- 1961 - Нефертити — царица Нила — Мерит
- 1961 - Татары — Хельга
- 1961 - Геркулес в Долине скорби — Деянира
- 1962 - Damon and Pythias
- 1962 - Легенда об Энее — Камилла
- 1965 - Казанова 70
- 1966 - I nostri mariti — Аттилия
- 1970 - Fortunata y Jacinta — Яцинта
- 1984 - Golden Circus